# زيدا تشانغ
زيدا تشانغ او جوليا (بالإنجليزية: Zeda Zhang)‏ (مواليد 1 يوليو 1987 في ريتشموند، الولايات المتحدة) هي مصارعة أمريكية محترفة وفنانة فنون القتال المختلطة السابقة ، والمعروفة بإسمها الحلبة زيدا تشانغ.

## روابط خارجية
- زيدا تشانغ على موقع CageMatch worker (الإنجليزية)
- زيدا تشانغ على موقع عالم المصارعة على الإنترنت (الإنجليزية)